# Shamshad Khan
Shamshad Khan és una poetessa britànica. Va estudiar biologia i comportament animal i va obtenir el títol de professora de ciències per a l'escola secundària. Des de 1998 és assessora literària de North West Arts Board. Ha estat coeditora de les antologies Black Women's Poetry (1999) i Peace Poems (2003). Va ser membre del projecte de la Commonwealth «Mushiara Shake-up», en el qual participen poetesses i artistes d'Anglaterra, Índia i Pakistan; i és membre de Lychee Lounge, un col·lectiu d'artistes del sud asiàtic.
Ha fet programes radiofònics com Love Thang (Radio 4, 1996,1997) i Woman's Hour (Radio 4, 1998), entre d'altres. Ha dirigit tallers d'escriptura creativa per a dones asiàtiques i grups de joves en diverses escoles i també per a l'organització Refugee Support Network.
L'any 1994 publica The Woman and the Chair. Les seves poesies han aparegut en nombroses antologies com Flame, Poetry of Rebellion (1997), The Firepeople (1998), Bittersweet (1998), Healing Strategies for Women at War (1999), Gargoyle (1999), Poems for your Pocket (1999), Anthology of British South Asian poets (2000), Kala Kahania (2002), Crimson Feet (2003) i Velocity (2003).
Ha fet diversos espectacles amb els seus poemes, lectures o muntatges escènics, en els quals conjuga bandes sonores, ballarins contemporanis i músics. Per exemple, Apples & Snakes (Battersea Arts Centre, 1997-2001), The Drum (Birmingham 2003), Asia on the Road (Dinamarca, 2003), Bones (Berna, Suïssa, 2003), Hard Cut a poetic monologue (dirigit per Mark Whitelaw; música de Basil Clarke; Glasgow, 2002). Hard Cut beautiful and unsettling (Suïssa, 2003) i Megalomaniac.